# Victoria Majekodunmi
Pour les articles homonymes, voir Majekodunmi.
Victoria Majekodunmi, née le 30 décembre 1996 à Noisy-le-Sec (Seine-Saint-Denis), est une joueuse de basket-ball française évoluant au poste d'arrière.

## Biographie
Après une formation de six ans aux Flammes Carolo derrière la meneuse titulaire Amel Bouderra, elle signe durant l'été 2017 en Ligue 2 avec Landerneau qui arrache le titre de champion de la division.
Après une belle saison à Calais (12,5 points et 2,9 passes décisives), elle signe pour 2020-2021 à la SIG toujours en Ligue 2, puis l'année suivante à Reims.

## Équipe de France
En 2014, l'équipe de France U18 obtient la médaille d'argent, s'inclinant en finale face à la Russie 53 à 57, Louise Dambach (seize points, deux rebonds en finale) étant élue dans le meilleur cinq du tournoi.
En 2015, pour le gain de la cinquième place au Championnat du monde U19, les Françaises prennent leur revanche du premier tour sur les Belges. À égalité 18-18 à la mi-temps, les Bleues accélèrent pour s'imposer 53 à 40 avec dix-sept points, trois passes décisives et deux interceptions pour Victoria Majekodunmi.
Avec Assitan Koné, Marie Mané et Caroline Hériaud, elle est membre de la sélection nationale U23 qui remporte les Jeux méditerranéens à Tarragone en juin 2018.

## Clubs
| Saisons   | Équipe                            | Pays   |
| --------- | --------------------------------- | ------ |
| 2011-2017 | Flammes Carolo Basket             | France |
| 2017-2019 | Landerneau Bretagne Basket        | France |
| 2019-2020 | COB Calais                        | France |
| 2020-2021 | Strasbourg Illkirch-Graffenstaden | France |
| 2021-2022 | Reims Champagne Basket            | France |

## Palmarès

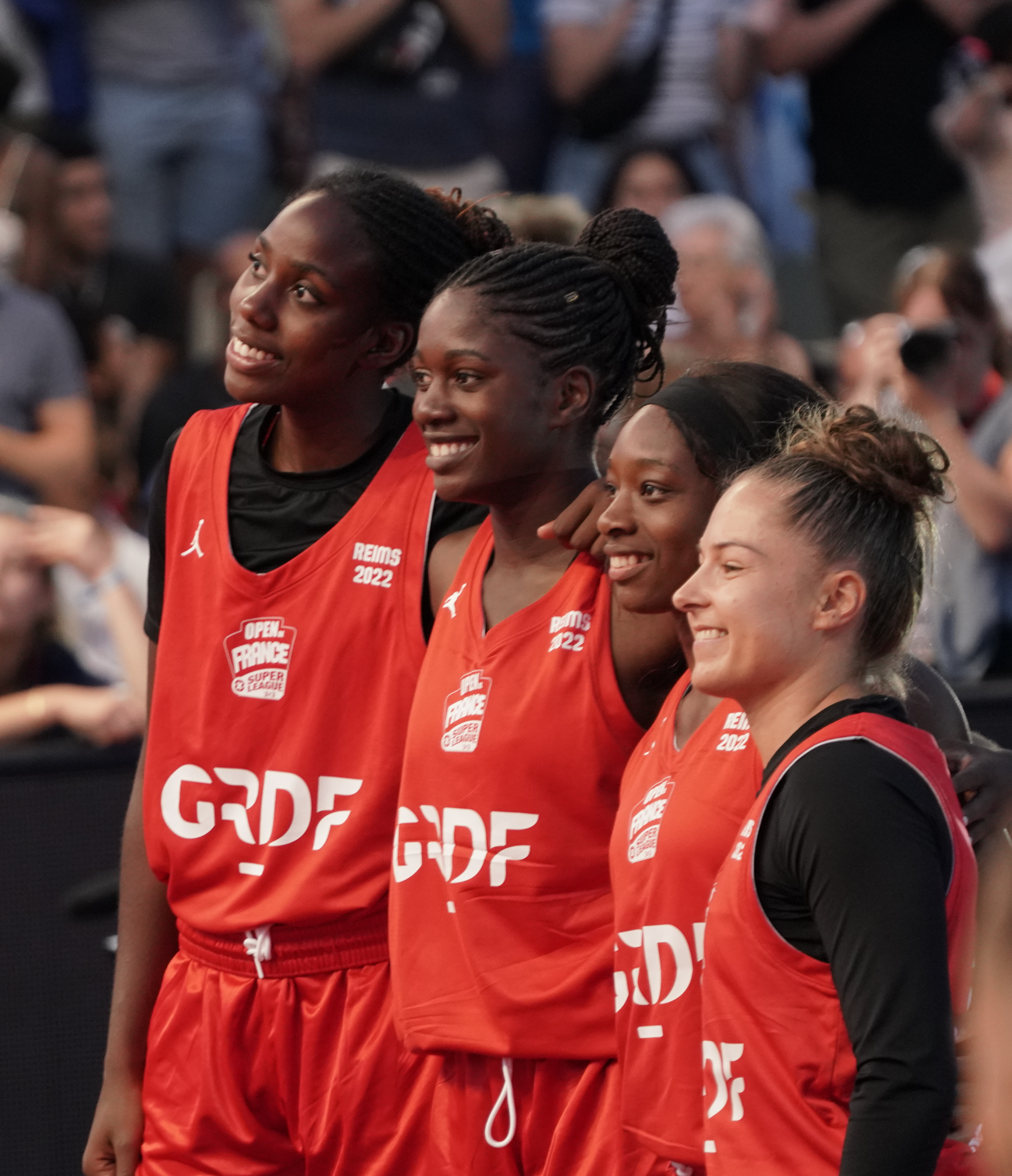
En Superleague 3x3 avec Caroline Hériaud, Marie-Michelle Milapie et Marie Mané.

### Équipes de France
- Médaillée d'argent au Championnat d'Europe de basket-ball féminin des 18 ans et moins 2014[6]
- Vainqueur des Jeux méditerranéens de 2018 (3x3)[8].